# إيرباص بولقا
طائرة الايرباص A300-600ST كتابة بـ(Super Transporter) أو بولقا هي نموذج من طائرة الـ إيه 300-600 معدلة لتحمل أجزاء من الطائرات الكبيرة وتتميز بجسمها الضخم. سميت في الأول بالناقل العملاق، ولكن اسم بولقا أصبح أكثر انتشارا وتم اعتماده كاسم رسمي.
تستعمل الطائرة حصريا من قبل شركة ايرباص لنقل أجزاء الطائرات التي تصنعها بين مختلف المصانع ومراكز التجميع، مثل تولوز بفرنسا و هامبورغ بألمانيا وكذلك اسبانيا للشركة في أنحاء أوروبا. كما تعد البولقا من أكبر الطائرات حجما إلا أن قدرة الحمل لديها (47 طن) ليست الأكبر في العالم حيث تتجاوز حمولة الأنتونوف أن-124الـ 100 طن.

## بولقا إكس إل
تم تصنيع طائرة النقل الأكبر بلوقا إكس إل في عام 2018 وستبدأ العمل في عام 2019 في نقل أجزاء الطائرات بين فروع المصانع المختلفة في فرنسا وألمانيا وإسبانيا.